# Saison 16 d'Esprits criminels
Chronologie
Saison 15 Saison 17
La seizième saison d'Esprits Criminels (Criminal Minds), série télévisée américaine, est constituée de dix épisodes et est diffusée du 24 novembre 2022 au 9 février 2023 sur Paramount +, elle est sous-titrée Evolution.

## Synopsis
Le département des sciences du comportement (BAU, Behavioral Analysis Unit en VO), situé à Quantico en Virginie, est une division du FBI.
L'équipe du BAU du FBI doit faire face à des tueurs en série, qui se sont créé un réseau pour continuer leurs agissements malgré la pandémie de Covid-19.

## Distribution

### Acteurs principaux
- Joe Mantegna (VF : Hervé Jolly) : agent spécial superviseur David Rossi
- Paget Brewster (VF : Marie Zidi) : agent spécial Emily Prentiss, chef d'équipe
- Andrea Joy Cook (VF : Véronique Picciotto) : agent spécial Jennifer « J. J. » Jareau
- Kirsten Vangsness (VF : Laëtitia Lefebvre) : Penelope Garcia, analyste et agent de liaison
- Adam Rodríguez (VF : Cyrille Artaux) : agent spécial Luke Alvez
- Aisha Tyler (VF : Anne O'Dolan) : Dr Tara Lewis, psychologue spécialisée dans la psychologie judiciaire

### Acteurs récurrents
- Zach Gilford (VF : Pascal Nowak) : Elias Voit
- Josh Stewart (VF : Thierry Wermuth) : Will LaMontagne Jr.[4]
- Nicholas D'Agosto (VF : Nessym Guetat) : directeur adjoint Doug Bailey
- Ryan James Hatanaka (VF : Jim Redler) : Tyler Green

### Invités
- Luke Benward : Benjamin Reeves
- Silas Weir Mitchell : Cyrus Lebrun

## Production
En février 2021, il est annoncé qu'un revival d’Esprits criminels est en développement pour dix épisodes qui seraient diffusés sur Paramount+,. En février 2022, il est précisé que la série est toujours en développement et l'officialise en juillet 2022. En septembre 2022, la production annonce que cette saison porte le titre officiel de Criminal Minds: Evolution mais qu'il s'agit de la seizième saison de la série Esprits Criminels.
La plupart des acteurs principaux présents dans la 15e et dernière saison classique d’Esprits criminels sont de retour, à l'exception de Matthew Gray Gubler et Daniel Henney. En septembre 2022, Josh Stewart confirme qu'il reprendra son rôle de Will LaMontagne Jr.. Zach Gilford est ensuite annoncé.
Le tournage débute en août 2022. En septembre 2022, l'interprète de David Rossi, Joe Mantegna, annonce qu'il va réaliser un épisode. Plus tard, il est confirmé qu'Andrea Joy Cook, Aisha Tyler et Adam Rodríguez feront de même.
La saison est diffusée du 24 novembre 2022 au 9 février 2023 sur Paramount+, seul le premier épisode est diffusée sur CBS le jour même.
Le 12 janvier 2023, Paramount + renouvelle la série pour une dix-septième saison.

## Liste des épisodes[12]
1. Ce n'est qu'un départ (Just Getting Started)
2. Sicarius (Sicarius)
3. Dressé pour tuer (Moose)
4. À la carte (Pay-Per-View)
5. La Faute à Œdipe (Œdipus Wrecks)
6. Une vraie conviction (True Conviction)
7. Ce qui ne nous tue pas… (What Doesn't Kill Us)
8. Cochon pendu (Forget Me Knots)
9. Memento Mori (Memento Mori)
10. Voie sans issue (Dead End)

### Épisode 1:Ce n'est qu'un départ
- États-Unis /  Canada : 24 novembre 2022 sur Paramount+ et CBS / CTV
- Belgique : 31 mars 2023 sur RTL-TVI
- France : 10 janvier 2024 sur TF1
- Québec : 29 mai 2024 sur Addik

- France : 2,91 millions de téléspectateurs[13] (première diffusion)

- D'introduction : « La plus grande tragédie de la vie n'est pas la mort, mais ce qui meurt en nous tandis que nous vivons. » de Norman Cousins (en).
- De conclusion : « Un jour, quelqu'un lui avait dit que l'heure des ombres vient au milieu de la nuit ; c'est un moment très particulier où grands et petits dorment tous d'un sommeil profond ; les ombres sortent alors de leurs cachettes et le monde leur appartient. » de Roald Dahl.

### Épisode 2:Sicarius
- États-Unis /  Canada : 24 novembre 2022 sur Paramount+
- Belgique : 31 mars 2023 sur RTL-TVI
- France : 10 janvier 2024 sur TF1
- Québec : 5 juin 2024 sur Addik

- France : 2,51 millions de téléspectateurs[13] (première diffusion)

- Johnny Cannizzaro (en) (Ryan Tucker)

- D'introduction : « Chaque chose dans ce monde est une question de sexe, mise à part le sexe. Le sexe est une question de pouvoir. » Auteur inconnu, attribuée à tort à Oscar Wilde.

### Épisode 3:Dressé pour tuer
- États-Unis /  Canada : 1er décembre 2022 sur Paramount+
- Belgique : 7 avril 2023 sur RTL-TVI
- France : 10 janvier 2024 sur TF1

- France : 2,02 millions de téléspectateurs[13] (première diffusion)

- Mac Brandt (en) (Hal Sparks)
- Gene Wolande (en) (Cameron)

- D'introduction : « Devant la douleur, il n'y a pas de héros. » de George Orwell.

### Épisode 4:À la carte
- États-Unis /  Canada : 8 décembre 2022 sur Paramount+
- Belgique : 7 avril 2023 sur RTL-TVI
- France : 17 janvier 2024 sur TF1

- France : 3,03 millions de téléspectateurs[14] (première diffusion)

- Silas Weir Mitchell : Cyrus Lebrun

- De conclusion : « Prenez garde à la colère d'un homme patient. » de John Dryden.

### Épisode 5:La Faute à Œdipe
- États-Unis /  Canada : 15 décembre 2022 sur Paramount+
- Belgique : 14 avril 2023 sur RTL-TVI
- France : 17 janvier 2024 sur TF1

- France : 2,54 millions de téléspectateurs[14] (première diffusion)

- Luke Benward : Benjamin Reeves
- Jacqueline Piñol (de) : Docteure Judith Mertz
- Diana Tanaka : Docteure Harvey

- D'introduction : « Un homme commence à faire ses dents de sagesse dès qu'il mord dans ce qu'il a besoin de broyer. » de Herb Caen.

### Épisode 6:Une vraie conviction
- États-Unis /  Canada : 12 janvier 2023 sur Paramount+
- Belgique : 14 avril 2023 sur RTL-TVI
- France : 17 janvier 2024 sur TF1

- Luke Benward : Benjamin Reeves
- Jonathan Del Arco : Silvio Herrera
- Silas Weir Mitchell : Cyrus Lebrun

- D'introduction : « Ceux qui croient posséder une grande volonté et être maîtres de leur destin ne peuvent persister dans leur croyance qu’en se leurrant absolument eux-mêmes. » de James Baldwin.

### Épisode 7:Ce qui ne nous tue pas…
- États-Unis /  Canada : 19 janvier 2023 sur Paramount+
- Belgique : 21 avril 2023 sur RTL-TVI
- France : 24 janvier 2024 sur TF1

- France : 2,82 millions de téléspectateurs[15] (première diffusion)

- D'introduction : « Au bout du compte, la meilleure chose à faire lorsqu'il pleut, c'est de laisser la pluie tomber. » de Henry Wadsworth Longfellow.

### Épisode 8:Cochon pendu
- États-Unis /  Canada : 26 janvier 2023 sur Paramount+
- Belgique : 21 avril 2023 sur RTL-TVI
- France : 24 janvier 2024 sur TF1

- France : 2,40 millions de téléspectateurs[15] (première diffusion)

- D'introduction : « Rien de tel pour aider quelqu'un que de lui confier des responsabilités et de l'assurer que vous lui faites confiance. » de Booker T. Washington.

### Épisode 9:Memento Mori
- États-Unis /  Canada : 2 février 2023 sur Paramount+
- Belgique : 28 avril 2023 sur RTL-TVI
- France : 31 janvier 2024 sur TF1

- D'introduction : La locution latine « Memento Mori » se traduit par « Souviens-toi que tu es mortel » et se réfère à ce qu'un esclave murmurait à un général romain victorieux durant son triomphe pour lui rappeler l'humilité.

### Épisode 10:Voie sans issue
- États-Unis /  Canada : 9 février 2023 sur Paramount+
- Belgique : 28 avril 2023 sur RTL-TVI
- France : 31 janvier 2024 sur TF1

- France : 3,03 millions de téléspectateurs[17] (première diffusion)

- D'introduction : « L'homme n'a pouvoir sur rien tant qu'il a peur de la mort. Et celui qui n'a pas peur possède tout » de Léon Tolstoï.
- De conclusion : « Le cœur veut ce qu'il veut, tout le reste il s'en fiche » d'Emily Dickinson.